# Süßkind von Trimberg
Süsskind von Trimberg est un poète allemand de la seconde moitié du XIIIe siècle.

## Biographie
On sait peu de choses de Süßkind von Trimberg, sans doute un séjour à la cour de l'évêché de Wurtzbourg.
On trouve dans le Codex Manesse sous le nom de Süßkind douze poèmes chantées en six tons. Une controverse existe pour savoir si l'auteur est en effet un Juif, comme il est mentionné trois fois, ou si la réédition en 1330 lui donne un nom juif. Au XIIIe siècle, le nom de Süßkind ne peut être porté que par un Juif et l'orthographe de Trimberg correspond à l'écriture du moyen allemand.
On peut trouver dans les verset des analogies avec les métaphores et les aphorismes de l'exégèse biblique. L'éloge de son épouse et le verset sur ses enfants affamés font référence à une vie différente de celle d'un troubadour. Le judaïsme est directement évoqué quand le chanteur menace de ne plus chanter à la cour pour vivre humblement comme un vieux Juif avec un chapeau, une barbe et un long manteau. Un autre débat a lieu pour savoir s'il s'agit d'un motif local ou d'une vision poétique de son propre échec, s'il s'agit d'une amorce autobiographique ou de l'ouverture d'un Juif aux autres.

## Source, notes et références
- (de) Cet article est partiellement ou en totalité issu de l’article de Wikipédia en allemand intitulé « Süßkind von Trimberg » (voir la liste des auteurs).
- (de) Gustav Roethe, « Süßkind von Trimberg », dans Allgemeine Deutsche Biographie (ADB), vol. 37, Leipzig, Duncker & Humblot, 1894, p. 334-336
- Notices d'autorité :   - VIAF
  - ISNI
  - LCCN
  - GND
  - Pays-Bas
  - Pologne
  - Israël
  - Norvège
  - WorldCat